# Listă de comunități neîncorporate din statul Indiana

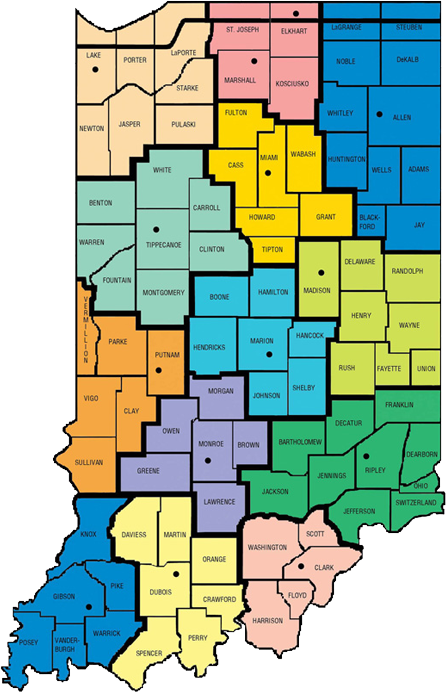
Harta statului
din SUA.

- Această pagină este o listă de zone de localități neîncorporate (în engleză unincorporated communities) din statul Indiana.

- Vedeți și Listă de comitate din statul Indiana.
- Vedeți și Listă de orașe din statul Indiana.
- Vedeți și Listă de târguri din statul Indiana.
- Vedeți și Listă de districte civile din statul Indiana.
- Vedeți și Listă de localități din statul Indiana.

## A
- Aboite, comitatul Allen
- Adams Mill, comitatul Carroll
- Adamsboro, comitatul Cass
- Annandale Estates, comitatul Benton
- Anoka, comitatul Cass
- Antioch, comitatul Clinton
- Arcola, comitatul Allen
- Arctic Springs, comitatul Clark
- Ari, comitatul Allen
- Art, comitatul Clay
- Ashboro, comitatul Clay
- Asherville, comitatul Clay
- Atkinson, comitatul Benton
- Avery, comitatul Clinton
- Azalia, comitatul Bartholomew

## B
- Barce, comitatul Benton
- Barrick Corner, comitatul Clay
- Beanblossom, comitatul Benton
- Bear Wallow, comitatul Benton
- Beard, comitatul Clinton
- Becks Grove, comitatul Benton
- Bee Ridge, comitatul Clay
- Belmont, comitatul Benton
- Bennettsville, comitatul Clark
- Benwood, comitatul Clay
- Bethel Village, comitatul Bartholomew
- Bethlehem, comitatul Clark
- Big Springs, comitatul Boone
- Billtown, comitatul Clay
- Billville, comitatul Clay
- Black Oak, comitatul Daviess
- Blackiston Mill, comitatul Floyd
- Blue Lick, comitatul Clark
- Bogle Corner, comitatul Clay
- Boston Corner, comitatul Allen
- Boyleston, comitatul Clinton
- Bowling Green, comitatul Clay
- Bradford, comitatul Harrison
- Breckenridge, comitatul Harrison
- Breezy Point, comitatul Carroll
- Bridgeport, comitatul Harrison
- Bringhurst, comitatul Carroll
- Broom Hill, comitatul Clark
- Brunswick, comitatul Clay
- Buena Vista, comitatul Harrison
- Buchanan Corner, comitatul Clay
- Burnsville, comitatul Bartholomew
- Burrows, comitatul Carroll
- Byrneville, comitatul Harrison

## C
- C and C Beach, comitatul Carroll
- Cambria, comitatul Clinton
- Camp Roberts, comitatul Benton
- Capehart, comitatul Daviess
- Cardonia, comitatul Clay
- Carrollton, comitatul Carroll
- Carwood, comitatul Clark
- Cedar Canyons, comitatul Allen
- Cedar Shores, comitatul Allen
- Cementville, comitatul Clark
- Central, comitatul Harrison
- Central Barren, comitatul Harrison
- Ceylon, comitatul Adams
- Chase, comitatul Benton
- Christiansburg, comitatul Benton
- Clarksdale, comitatul Benton
- Cloverland, comitatul Clay
- Clymers, comitatul Cass
- Coalmont, comitatul Clay
- Converse, comitatul Blackford
- Coppess Corner, comitatul Adams
- Corn Brook, comitatul Bartholomew
- Cornelius, comitatul Benton
- Cornettsville, comitatul Daviess
- Corning, comitatul Daviess
- Cory, comitatul Clay
- Cottage Hill, comitatul Clay
- Cuba, comitatul Allen
- Cumback, comitatul Daviess
- Curryville, comitatul Adams
- Cutler, comitatul Carroll
- Cyclone, comitatul Clinton

## D
- Danes, comitatul Cass
- Davidson, comitatul Harrison
- Deacon, comitatul Cass
- Deer Creek, comitatul Carroll
- Depauw, comitatul Harrison
- Dixie, comitatul Harrison
- Dogwood, comitatul Harrison
- Duncan, comitatul Floyd
- Dunkirk, comitatul Cass
- Dunn, comitatul Benton
- Dunn Mill, comitatul Allen
- Dunnington, comitatul Benton

## E
- Eagle Village, comitatul Boone
- Eaglewood Estates, comitatul Boone
- East Liberty, comitatul Allen
- East Park, comitatul Clinton
- Edgerton, comitatul Allen
- Edna Mills, comitatul Clinton
- Edwardsville, comitatul Floyd
- Eel River, comitatul Clay
- Elizaville, comitatul Boone
- Elkinsville, comitatul Benton
- Elm Tree Crossroads, comitatul Adams
- Elmwood, comitatul Boone
- Epsom, comitatul Daviess
- Evans Landing, comitatul Harrison
- Everroad Park, comitatul Bartholomew

## F
- Fairdale, comitatul Harrison
- Farlen, comitatul Daviess
- Fayette, comitatul Boone
- Fickle, comitatul Clinton
- Forest, comitatul Clinton
- Fishtown, comitatul Harrison
- Five Points, comitatul Allen
- Flat Rock Park, comitatul Bartholomew
- Floyds Knobs, comitatul Floyd
- Four Presidents Corners, comitatul Allen
- Free, comitatul Benton
- Freeland Park, comitatul Benton
- Frenchtown, comitatul Harrison
- Fruitdale, comitatul Benton

## G
- Gadsden, comitatul Boone
- Galena, comitatul Floyd
- Garden City, comitatul Bartholomew
- Gatesville, comitatul Benton
- Geetingsville, comitatul Clinton
- Georgetown, comitatul Cass
- Gingrich Addition, comitatul Carroll
- Glendale, comitatul Daviess
- Glidas, comitatul Harrison
- Gnaw Bone, comitatul Benton
- Graham, comitatul Daviess
- Grammer, comitatul Bartholomew
- Grandview Lake, comitatul Bartholomew
- Grissom JARB ‡ , comitatul Cass

## H
- Halls Corners, comitatul Allen
- Hamilton, comitatul Clinton
- Happy Hollow, comitatul Harrison
- Hamburg, comitatul Clark
- Handy, comitatul Benton
- Harlan, comitatul Allen
- Harrison Grange, comitatul Harrison
- Hazelrigg, comitatul Boone
- Helmsburg, comitatul Benton
- Henryville, comitatul Clark
- Herr, comitatul Boone
- Hessen Cassel, comitatul Allen
- Hibernia, comitatul Clark
- Hillisburg, comitatul Clinton
- Hoagland, comitatul Allen
- Hoffman Crossing, comitatul Clay
- Honduras, comitatul Adams
- Hoover, comitatul Cass
- Hoosierville, comitatul Clay
- Howesville, comitatul Clay
- Hudsonville, comitatul Daviess

## J
- Jefferson, comitatul Clinton
- Jewell Village, comitatul Bartholomew
- Jordan, comitatul Daviess

## K
- Kenneth, comitatul Cass
- Kilmore, comitatul Clinton

## L
- Lake Cicott, comitatul Cass
- Lake Everett, comitatul Allen
- Lakewood, comitatul Carroll
- Lanam, comitatul Benton
- Lap Corner, comitatul Clay
- Leases Corner, comitatul Cass
- Lexington, comitatul Carroll
- Lewisburg, comitatul Cass
- Lincoln, comitatul Cass
- Linn Grove, comitatul Adams
- Little Saint Louis, comitatul Harrison
- Lochiel, comitatul Benton
- Lockport, comitatul Carroll
- Locust Point, comitatul Harrison
- Longview Beach, comitatul Clark
- Lottick Corner, comitatul Harrison
- Lowell, comitatul Bartholomew
- Lower Sunset Park, comitatul Carroll
- Lucerne, comitatul Cass

## M
- Macedonia, comitatul Harrison
- Magley, comitatul Adams
- Manson, comitatul Clinton
- Maples, comitatul Allen
- Marysville, comitatul Clark
- Matamoras, comitatul Blackford
- Mattix Corner, comitatul Clinton
- Maysville, comitatul Daviess
- Max, comitatul Boone
- Mechanicsburg, comitatul Boone
- Memphis, comitatul Clark
- Metea, comitatul Cass
- Miami Bend, comitatul Cass
- Middlebury, comitatul Clay
- Middlefork, comitatul Clinton
- Milan Center, comitatul Allen
- Milledgeville, comitatul Boone
- Millgrove, comitatul Blackford
- Moberly, comitatul Harrison
- Monmouth, comitatul Adams
- Moran, comitatul Clinton
- Mount Healthy, comitatul Bartholomew
- Mount Liberty, comitatul Benton
- Mount Pleasant, comitatul Cass
- Mount Saint Francis, comitatul Floyd
- Mott Station, comitatul Harrison

## N
- Nabb, comitatul Clark
- Navilleton, comitatul Floyd
- Needmore, comitatul Benton
- New Boston, comitatul Harrison
- New Brunswick, comitatul Boone
- New Liberty, comitatul Clark
- New Market, comitatul Clark
- New Salisbury, comitatul Harrison
- New Washington, comitatul Clark
- New Waverly, comitatul Cass
- Newbern, comitatul Bartholomew
- Newry, comitatul Jackson
- North Gate, comitatul Bartholomew
- North Ogilville, comitatul Bartholomew
- North Park, comitatul Bartholomew
- Northcliff, comitatul Bartholomew
- Northern Meadows, comitatul Boone
- Northfield, comitatul Boone
- Nortonburg, comitatul Bartholomew

## O
- Oak Park, comitatul Clark
- Ockley, comitatul Carroll
- Ogilville, comitatul Bartholomew
- Old Hill, comitatul Clay
- Old Saint Louis, comitatul Bartholomew
- Otisco, comitatul Clark
- Otto, comitatul Clark
- Owasco, comitatul Carroll
- Owen, comitatul Clark

## P
- Patton, comitatul Carroll
- Pennyville, comitatul Daviess
- Perry Crossing, comitatul Clark
- Perryville, comitatul Adams
- Perth, comitatul Clay
- Peterson, comitatul Adams
- Petersville, comitatul Bartholomew
- Pickard, comitatul Clinton
- Pike, comitatul Boone
- Pikes Peak, comitatul Benton
- Pittsburg, comitatul Carroll
- Pleasant Mills, comitatul Adams
- Pleasant View Village, comitatul Bartholomew
- Poe, comitatul Allen
- Point Idalawn, comitatul Benton
- Poland, comitatul Clay
- Pontiac, comitatul Clay
- Potawatomi Point, comitatul Cass
- Prairie City, comitatul Clay
- Prather, comitatul Clark
- Preble, comitatul Adams
- Prince William, comitatul Carroll
- Purdy Hill, comitatul Clay
- Pyrmont, comitatul Carroll

## R
- Radnor, comitatul Carroll
- Raglesville, comitatul Daviess
- Raub, comitatul Benton
- Ramsey, comitatul Harrison
- Reagan, comitatul Clinton
- Renner, comitatul Blackford
- Risse, comitatul Clinton
- Rivare, comitatul Adams
- River Ridge, comitatul Clark
- Riverview Acres, comitatul Bartholomew
- Roadman Corner, comitatul Clay
- Rockfield, comitatul Carroll
- Roll, comitatul Blackford
- Rolling Hills, comitatul Clark
- Rosewood, comitatul Harrison
- Rosston, comitatul Boone
- Rosstown, comitatul Bartholomew
- Roth Park, comitatul Carroll
- Royalton, comitatul Boone
- Rugby, comitatul Bartholomew
- Runyantown, comitatul Clark
- Russell Lake, comitatul Boone

## S
- Salem, comitatul Adams
- Saline City, comitatul Clay
- Sandy Beach, comitatul Carroll
- Saint Louis Crossing, comitatul Bartholomew
- Saint Joseph, comitatul Floyd
- Saint Marys, comitatul Floyd
- Scarlet Oaks, comitatul Carroll
- Scircleville, comitatul Clinton
- Scottsville, comitatul Floyd
- Sedalia, comitatul Clinton
- Seven Springs, comitatul Harrison
- Shady Lane, comitatul Clay
- Sharon, comitatul Carroll
- Shepherd, comitatul Boone
- Six Points, comitatul Clay
- Sleeth, comitatul Carroll
- South Washington, comitatul Daviess
- Spearsville, comitatul Benton
- Speed, comitatul Clark
- Spurgeons Corner, comitatul Benton
- Starlight, comitatul Clark
- Stearleyville, comitatul Clay
- Stone Head, comitatul Benton
- Story, comitatul Benton
- Stringtown, comitatul Boone
- Stony Lonesome, comitatul Bartholomew
- Sugar Grove, comitatul Harrison
- Sunset Village, comitatul Clark
- Sunnymede Woods, comitatul Allen
- Swanington, comitatul Benton
- Sweetwater Lake, comitatul Benton

## T
- Taggart, comitatul Benton
- Talbot, comitatul Benton
- Taylorsville, comitatul Bartholomew
- Templeton, comitatul Benton
- Terrace Bay, comitatul Carroll
- Terhune, comitatul Boone
- Thomas, comitatul Daviess
- Tillman, comitatul Allen
- Timbercrest, comitatul Allen
- Titus, comitatul Harrison
- Town Hill, comitatul Benton
- Townley, comitatul Allen
- Trenton, comitatul Blackford
- Trevlac, comitatul Benton
- Turner, comitatul Clay
- Twelve Mile, comitatul Cass
- Twin Beach, comitatul Clay
- Twin Crest, comitatul Bartholomew

## U
- Underwood, comitatul Clark
- Upper Sunset Park, comitatul Carroll

## V
- Valley City, comitatul Harrison
- Vesta, comitatul Clark

## W
- Waco, comitatul Daviess
- Wadena, comitatul Benton
- Walesboro, comitatul Bartholomew
- Walnut Gardens, comitatul Carroll
- Watson, comitatul Clark
- Waugh, comitatul Boone
- Waycross, comitatul Benton
- Waymansville, comitatul Bartholomew
- Waynesville, comitatul Bartholomew
- Wesley Manor, comitatul Clinton
- Wheeling, comitatul Carroll
- White Cloud, comitatul Harrison
- Williams, comitatul Adams
- Wilson, comitatul Clark
- Woodside Park, comitatul Clinton

## Y
- Yoder, comitatul Allen
- Young America, comitatul Cass

## Z
- Zulu, comitatul Allen

## Alte legături interne
- Categorie:Liste de comitate din Statele Unite ale Americii după stat
- Categorie:Liste de orașe din Statele Unite după stat
- Categorie:Liste de târguri din Statele Unite după stat
- Categorie:Liste de districte civile din Statele Unite după stat
- Categorie:Liste de sate din Statele Unite după stat
- Categorie:Liste de comunități neîncorporate din Statele Unite după stat
- Categorie:Liste de localități dispărute din Statele Unite după stat
- Categorie:Liste de comunități desemnate pentru recensământ din Statele Unite după stat
- Categorie:Liste de rezervații amerindiene din Statele Unite după stat
- Categorie:Liste de zone de teritoriu neorganizat din Statele Unite după stat

respectiv
- Listă de comitate din statul Indiana
- Listă de orașe din statul Indiana
- Listă de districte civile din statul Indiana
- Listă de sate din statul Indiana
- Listă de locuri desemnate pentru recensământ din statul Indiana
- Listă de zone de teritoriu neorganizat din statul Indiana
- Listă de localități dispărute din statul Indiana